# Ford-Hochhaus (Saarlouis)
Koordinaten: 49° 19′ 23,5″ N, 6° 43′ 46,6″ O

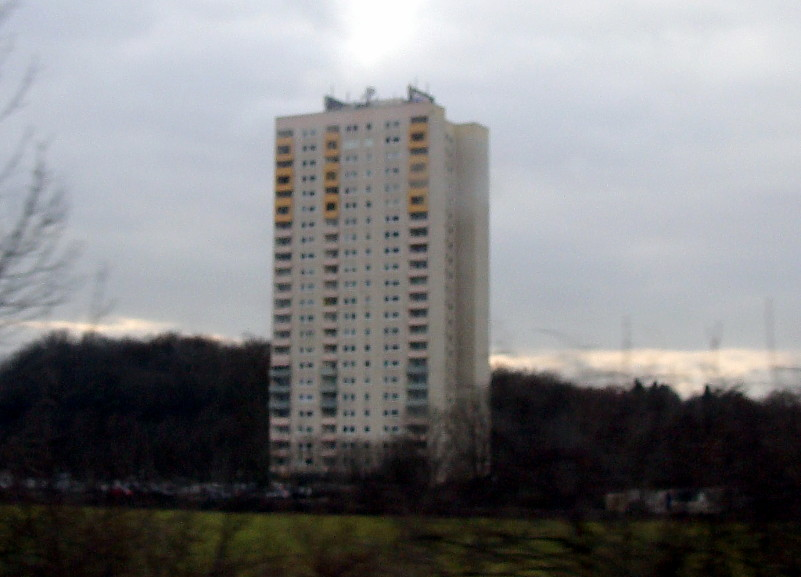
Das Ford-Hochhaus (Aufnahme 2008)

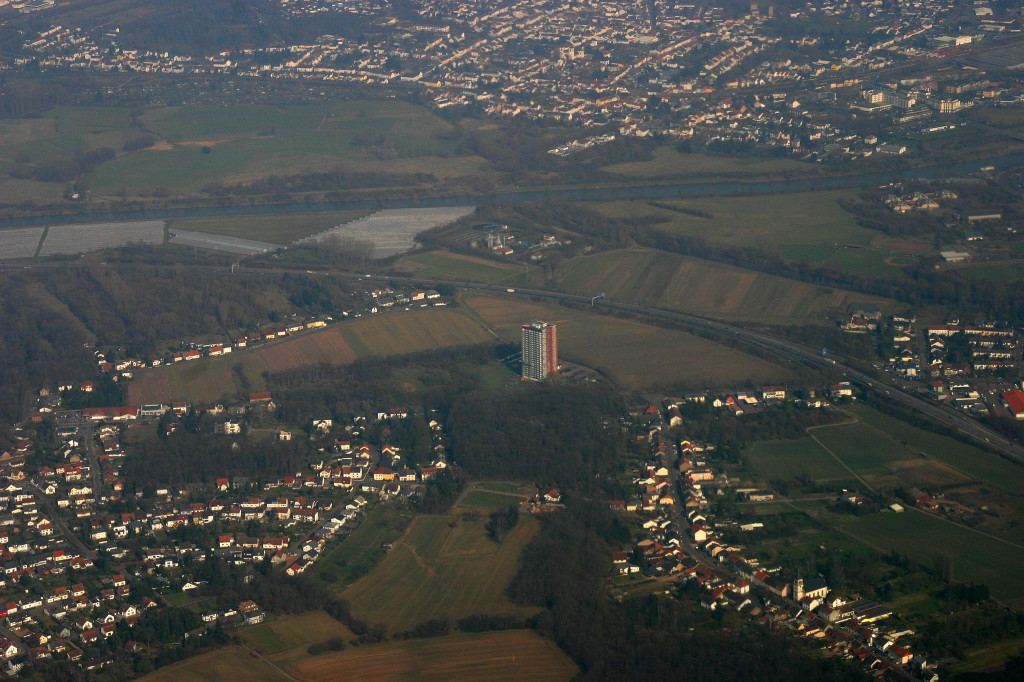
Luftbild mit Hochhaus im Mittelgrund (Aufnahme 2014)

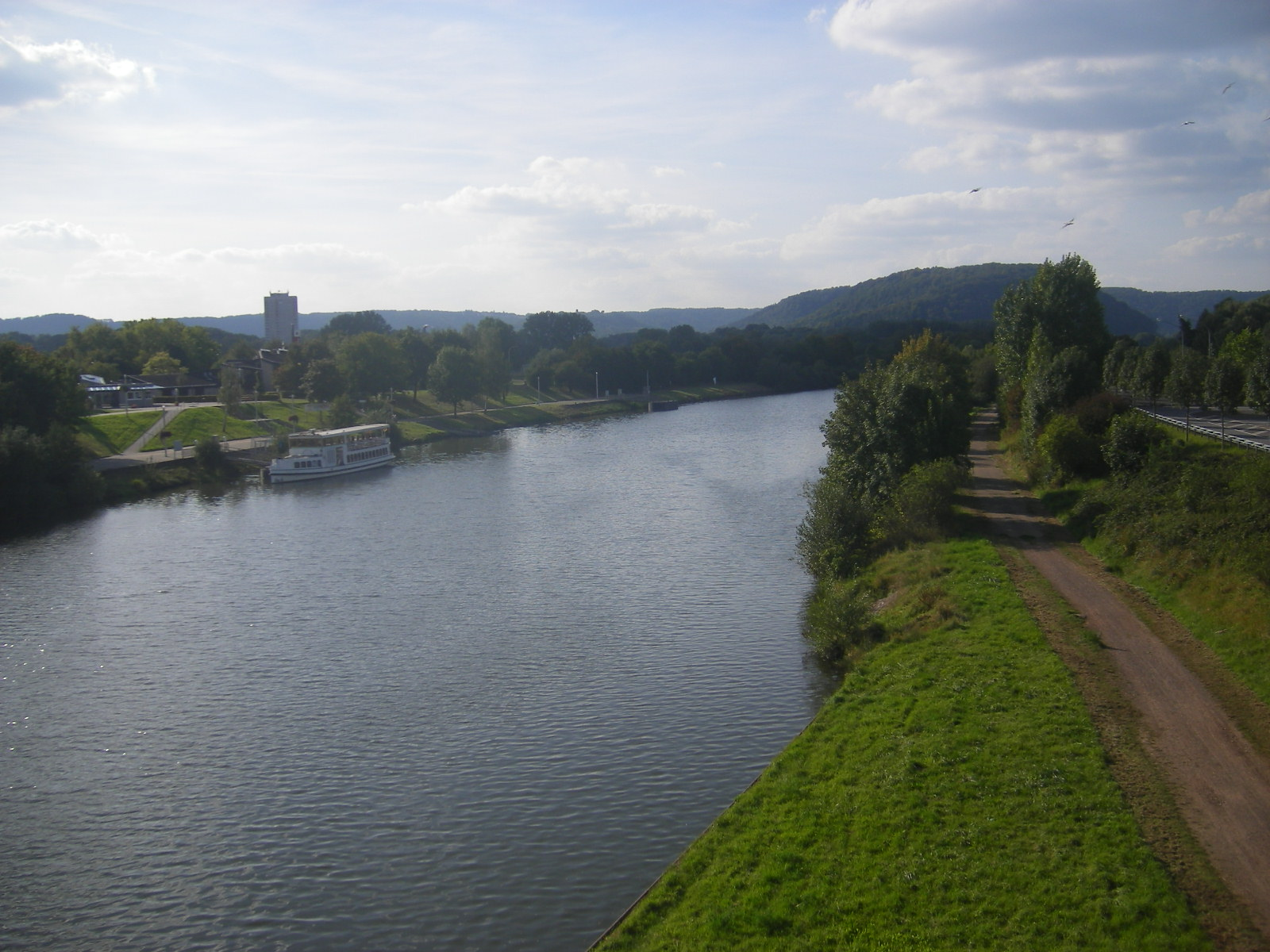
Das Hochhaus (links) als herausragendes Element des Stadtbildes, Blick von der Saar (Aufnahme 2007)

Das Ford-Hochhaus ist ein als Wohnanlage genutztes Hochhaus am Stadtrand von Saarlouis mit 65 Metern Höhe. Das Gebäude wurde im Zuge der Ansiedlung der Ford-Werke in Saarlouis 1968 errichtet und gilt als über die Stadt hinaus bekannte Landmarke.

## Geschichte und Nutzung

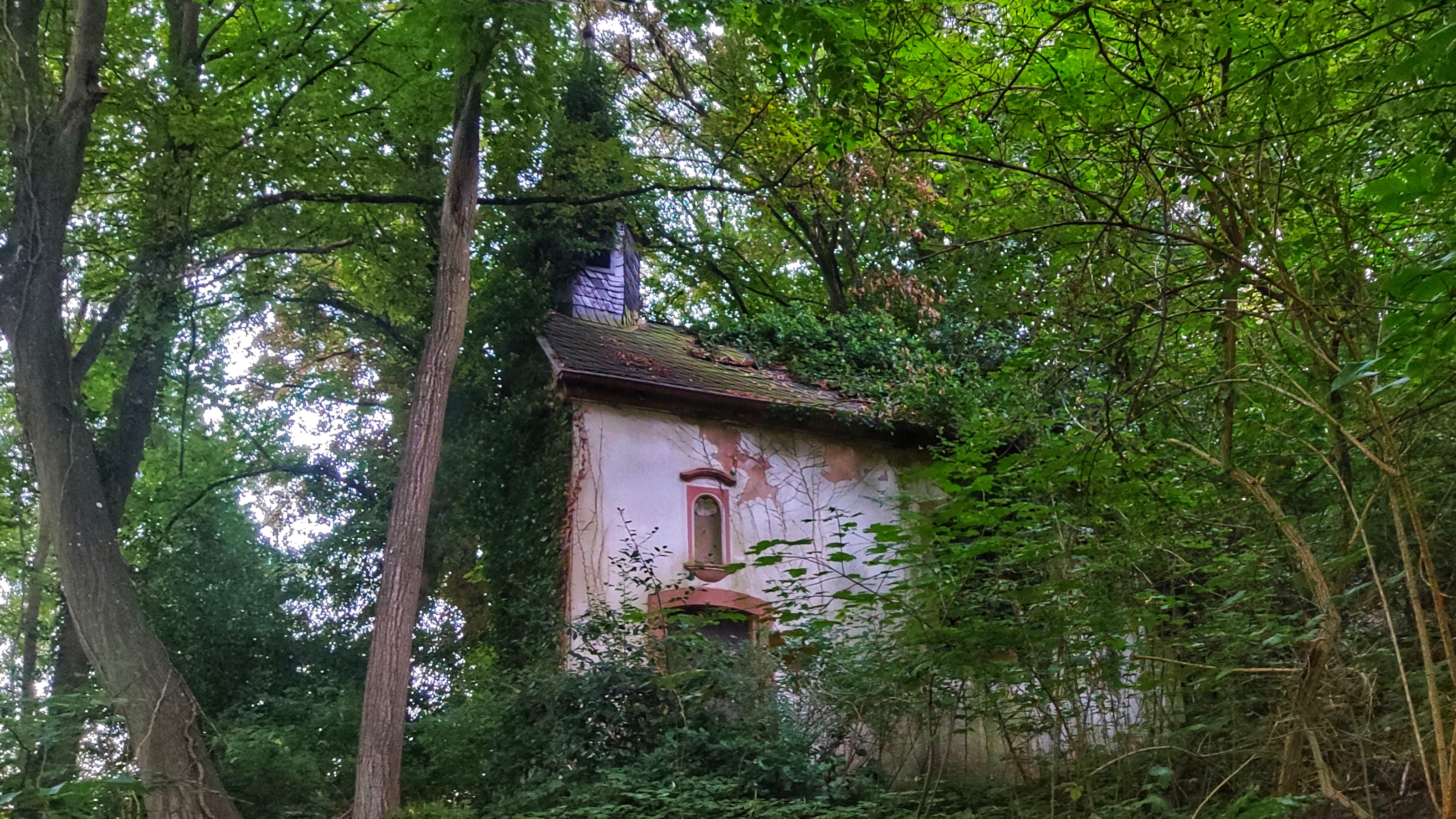
St. Valentin (Beaumarais)

Das Hochhaus im Saarlouiser Stadtteil Beaumarais in der Wallerfanger Straße an der Grenze zwischen Saarlouis und Wallerfangen hat die Hausnummer 150. An der Stelle des Hochhauses stand bis zur Mitte des 20. Jahrhunderts das Schloss Beaumarais aus dem 17. Jahrhundert, das im Zweiten Weltkrieg 1942 durch Bombentreffer weitgehend zerstört und 1953 abgetragen wurde. Die Kapelle St. Valentin im Schlosspark blieb erhalten.
Die Gemeinnützige Bau- und Siedlungs-Aktiengesellschaft Saarlouis (GBS) ließ das 23-stöckige Gebäude 1968 mit 141 Wohn- und 7 Gewerbeeinheiten errichten. Der Neubau war nötig geworden, da sich der Automobilhersteller Ford Mitte der 1960er Jahre entschlossen hatte, ein neues Werk in Saarlouis anzusiedeln, und für die dort beschäftigten Arbeitskräfte zusätzlicher Wohnraum gebraucht wurde. Nach der Errichtung veräußerte die GBS die meisten Einheiten an einzelne Eigentümer, darunter sieben Gewerbetreibende, die sich zu einer – weiterhin von der GBS verwalteten – Eigentümergemeinschaft zusammengeschlossen haben.
2012 wurde dringender Renovierungsbedarf festgestellt und eine umfangreiche energetische Sanierung der Fassade mit Aluminiumoberfläche, eine Verglasung der Balkone und eine optische sowie technische Aufwertung beschlossen, die im September 2013 begonnen und im Oktober 2014 abgeschlossen wurde. Die veranschlagten Investitionen in Höhe von 4,1 Millionen Euro wurden durch die Saarländische Investitionskreditbank, die in einem Pilotprojekt erstmals der Eigentümergemeinschaft als Ganzer Kredit gewährte, vorfinanziert. Die tatsächlichen Kosten betrugen letztlich nur 3,9 Millionen Euro.
Die an der Fassade angebrachte namensgebende Leuchtreklame für die Automobilfirma Ford ist weithin sichtbar.

## Rezeption
Die in sich geschlossene, großmaßstäbliche Anlage hat der GBS-Geschäftsführer Engelbert Feld 2013 als „ein Dorf für sich“ bezeichnet. Das Objekt wirkt besonders markant, da die Umgebung weitgehend unbebaut ist. Der Saarländische Rundfunk bezeichnete es 2017 als das höchste Haus des Saarlandes und als „Landmarke, die jeder im Saarland kennt, ein eigenes Dorf am Rand der Stadt“ mit 400 Bewohnern.
2016 war das Hochhaus Drehort für den Kriminalfilm In Wahrheit: Mord am Engelsgraben, der 2017 im ZDF ausgestrahlt wurde.

## Belege
1. ↑  Johannes Werres: Stattliches Schloss von Beaumarais ging im Bombenhagel unter. In: Saarbrücker Zeitung, 3. September 2012.
2. ↑  40 Jahre Ford-Werk Saarlouis – Ford feiert mit einem Tag der offenen Tür. In: Presseportal, 7. Juni 2010.
3. ↑  Die GBS in Saarlouis hat allen Grund zum Feiern. (Memento des Originals vom 7. Januar 2016 im Internet Archive)  Info: Der Archivlink wurde automatisch eingesetzt und noch nicht geprüft. Bitte prüfe Original- und Archivlink gemäß Anleitung und entferne dann diesen Hinweis. Pressemitteilung. In: Saarlouis.de, 15. April 2004.
4. 1 2  Laura Blatter: Instandhaltung war fällig: Ford-Hochhaus in Beaumarais wird für 4,1 Millionen Euro energetisch saniert. In: Saarbrücker Zeitung, 11. Dezember 2013.
5. ↑  Carolin Merkel: Baulärm ist endlich vorbei. In: saarbruecker-zeitung.de. 21. Oktober 2014, abgerufen am 22. April 2025.
6. ↑  Wir im Saarland - Das Magazin. (Memento des Originals vom 10. April 2018 im Internet Archive)  Info: Der Archivlink wurde automatisch eingesetzt und noch nicht geprüft. Bitte prüfe Original- und Archivlink gemäß Anleitung und entferne dann diesen Hinweis. In: SR.de, 2. November 2017.
7. ↑  Marko Völke: Der Verdächtige wohnt in Saarlouis. In: Saarbrücker Zeitung, 21. September 2016.